# نو هولدز باريد
نو هولدز باريد هو فيلم من نوع حركة أُصدر في 1989. الفيلم من إنتاج وتوزيع نيو لاين سينما. وهو من إخراج توماس جاي رايت.

## طاقم التمثيل
- توم ليستر الابن
- هوارد فينكل
- جوان سيفيرانس
- جيسي فنتورا
- مارك بيليجرينو
- ديفيد بيمر
- هولك هوجان
- كورت فولر
- بيل هندرسون
- جين أوكرلند

## الإنتاج
موسيقى الفيلم التصويرية كانت من تأليف جيم جونستون (ملحن).

## وصلات خارجية
- نو هولدز باريد على موقع IMDb (الإنجليزية)
- نو هولدز باريد على موقع روتن توميتوز (الإنجليزية)
- نو هولدز باريد على موقع ألو سيني (الفرنسية)
- نو هولدز باريد على موقع Turner Classic Movies (الإنجليزية)
- نو هولدز باريد على موقع أول موفي (الإنجليزية)
- نو هولدز باريد على موقع فيلمافينيتي (الإسبانية)
- نو هولدز باريد على موقع قاعدة بيانات الفيلم (الإنجليزية)
- نو هولدز باريد على موقع ليتربوكسد (الإنجليزية)
- نو هولدز باريد على موقع كينوبويسك (الروسية)